# Myrheden
Myrheden is een plaats in de gemeente Gagnef in het landschap Dalarna en de provincie Dalarnas län in Zweden. De plaats heeft 102 inwoners (2005) en een oppervlakte van 22 hectare.